# Beniamino Cesi

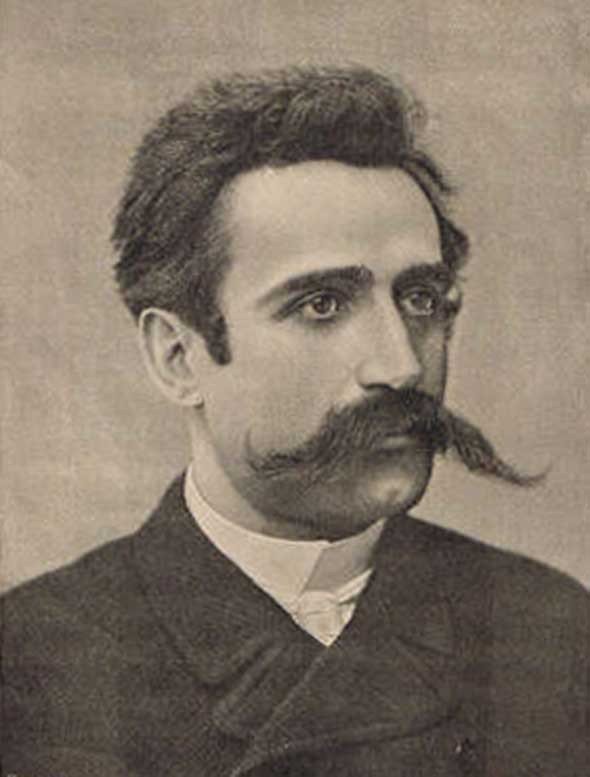
Beniamino Cesi (um 1880)

Beniamino Cesi (* 6. November 1845 in Neapel; † 19. Januar 1907 ebenda) war ein italienischer Pianist und Komponist.

## Leben und Werk
Beniamino Cesi war Kompositionsschüler von Saverio Mercadante und Salvatore Pappalardo (1817–1884) am Konservatorium von Neapel. Er bildete sich privat im Fach Klavier bei Sigismund Thalberg. Mit 20 Jahren wurde er selbst Klavierlehrer am Conservatorio di San Pietro a Maiella von Neapel. Von 1885 bis 1891 wirkte er auf eine Berufung von Anton Rubinstein hin als Klavierlehrer am Konservatorium von Sankt Petersburg. Eine Lähmung der linken Hand zwang ihn zur Rückkehr nach Italien. 1894 begann er trotzdem wieder eine Lehrtätigkeit am Konservatorium von Palermo und wenige Jahre später in Neapel. Dort leitete er bis zu seinem Tod eine Kammermusikklasse. Beniamino Cesi verfasste die Storia del pianoforte (1903) und die Metodo per pianoforte (drei Teile, Mailand).